# Балхар
Балха́р — село в Акушинском районе Дагестана. Административный центр Балхарского сельсовета. Известен как центр народной художественной керамики.

## География
Балхар расположен в нагорной части Дагестана, в Акушинском районе, в 13 километрах от районного центра, села Акуша. Само селение располагается в котловине между двумя большими горными вершинами.

## Население
| 1888 | 1895  | 1926  | 1939  | 1970  | 1989 | 2002  |
| ---- | ----- | ----- | ----- | ----- | ---- | ----- |
| 1424 | ↗1437 | ↘1195 | ↗1436 | ↘1224 | ↘991 | ↗1124 |
| 2010 | 2021  |       |       |       |      |       |
| ↘939 | ↘909  |       |       |       |      |       |

Национальный состав
Жители села Балхар являются лакцами по национальности, мусульманами-суннитами по вероисповеданию.
Согласно архивному документу 1888 года, балхарцы указаны как даргинцы, но с лакским языком.

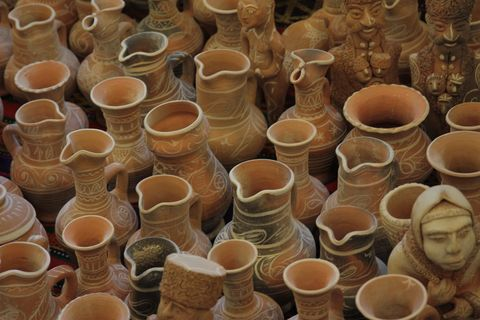
Балхарская керамика

## Народные промыслы

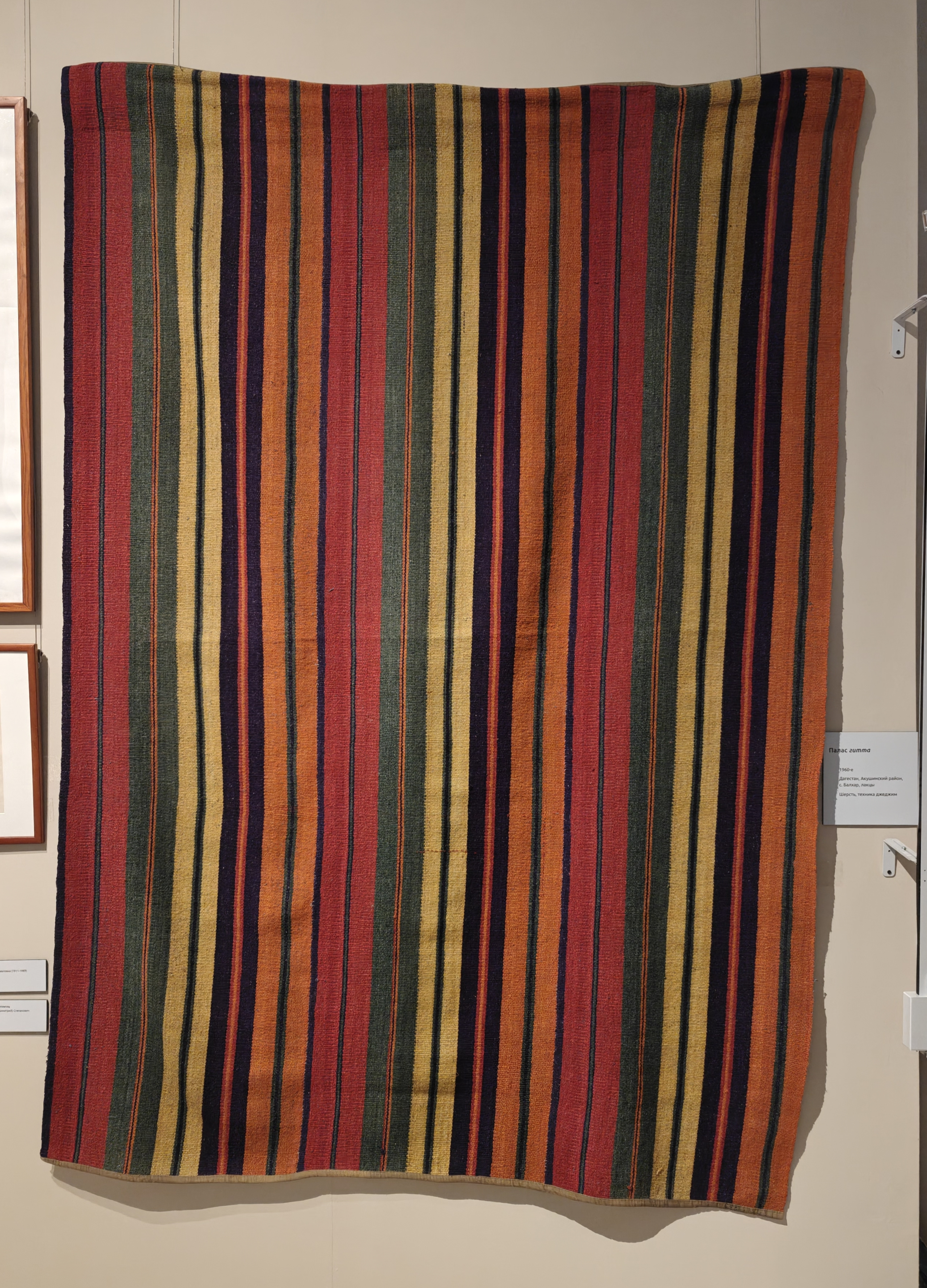
Ковёр из Балхара

Балхар известен как старинный центр народного керамического художества. Местные мастера специализируются на изготовлении кувшинов, кружек, мисок и других сосудов, украшенных преимущественно белой тонкой росписью (штриховка, точки, розетки, волнистые линии, спирали). Также в Балхаре ткут паласы и изготавливают детские игрушки.

## Этимология
Некоторые лингвисты связывают название Балхар с арабским словом фаххар в значении «гончары», «гончарные изделия». Согласно другой версии, во время драки с балхарцами закричали «бахар», что означает «много» и отсюда и такое название. Название балхар также связывается в булгарами, которые жили в Дагестане и ассимилировали среди местного населения. Население Балхара – лакское. Оно формировалось в даргинской этноязыковой среде.

## Дополнительные сведения
- Останки боевой башни Цуликана.
- Фольклорный ансамбль «Балхар»
- Исторически входило в вольное общество Акуша-Дарго.